# Phymatapoderus monstrosus
Phymatapoderus monstrosus is een keversoort uit de familie bladrolkevers (Attelabidae). De wetenschappelijke naam van de soort werd in 1928 gepubliceerd door Maurice Pic.